# 1457
1457 (MCDLVII) var ett normalår som började en lördag i den julianska kalendern.

## Händelser

### Januari
- 25 januari – Ärkebiskop Jöns Bengtsson (Oxenstierna) gör uppror mot Karl Knutsson (Bonde).

### Februari
- 9 februari – Karl Knutsson besegras av ärkebiskopen i slaget vid Älgsundet.
- 13 februari – De upproriska börjar belägra Stockholm.
- 24 februari – Karl Knutsson flyr mot Danzig och är därmed avsatt som kung av Sverige.
- Februari – Ärkebiskopen väljs, tillsammans med Erik Axelsson (Tott) till svensk riksföreståndare.

### Mars
- 1 mars – Karl Knutsson anländer till Danzig.
- 2 mars – Karl inleder sin diplomatiska offensiv mot upprorsmakarna. Den kommer att pågå fram till 1464.

### Maj
- 1 maj – Karl träffar kung Kasimir IV av Polen i Danzig.
- 9 maj – Karl lånar staden Danzig en stor summa pengar och får i gengäld staden Putzig med område i pant. (Pengarna återbetalas först 1704, när Karl XII kräver dem.)

### Juni
- Juni – Karl bosätter sig i Putzig. Det följande året präglas av konflikter med lokalbefolkningen.
- 23 juni – Fred sluts mellan Sverige och Danmark i Stockholm, varvid Kristian I väljs till kung av Sverige. I och med detta är kriget mot Danmark, som pågått sedan 1449, slut. Kristian I återbördar många egendomar, indragna av Karl, till sina rättmätiga ägare.

### Juli
- 3 juli – Kristian I kröns till Sveriges kung i Uppsala.

### September
- 2 september – Skanderbegs albaner besegrar en här från osmanska riket i slaget vid Albulena.

### Okänt datum
- Danmark hamnar i konflikt med staden Danzig, eftersom den ställt sig under polskt beskydd. Tidigare lydde den under Danmarks allierade, Tyska orden.
- Sultanatet Sulu grundas.[1]

## Födda
- 28 januari – Henrik VII, kung av England och herre över Irland 1485–1509.
- 13 februari – Maria, regerande hertiginna av Burgund.
- 21 september –  Hedvig Jagellonica, polsk prinsessa.

## Avlidna
- 22 maj – Rita av Cascia, italiensk augustinernunna, helgon.
- 1 augusti – Lorenzo Valla, italiensk humanist, filolog och retoriker.

### Fotnoter
1. ↑  World Statesmen (läst 7 april 2011)